# Deborah Ann Woll
Deborah Ann Woll (Brooklyn, 1985. február 7. –) amerikai színésznő.
Televíziós szerepei közt található a vámpír Jessica Hamby a HBO True Blood – Inni és élni hagyni (2008–2014), valamint Karen Page a Netflix Marvel-moziuniverzumban játszódó Daredevil (2015–2018), A védelmezők (2017) és A Megtorló (2017–2019) című sorozataiban.
Fontosabb szereplései voltak az Anyák napja (2010), a Szellemtanú (2011), a Dupla csapda (2011), a Fejbenjáró bűn (2012) és a Végtelen útvesztő (2019) című filmekben.

## Filmográfia

### Film
| Év   | Magyar cím                              | Eredeti cím                                            | Szerep        | Magyar hang         |
| ---- | --------------------------------------- | ------------------------------------------------------ | ------------- | ------------------- |
| 2008 |                                         | La Cachette (rövidfilm)                                | Sarah         |                     |
| 2010 | Anyák napja                             | Mother's Day                                           | Lydia Koffin  |                     |
| 2011 | Szellemtanú                             | Little Murder                                          | Molly         | Mezei Kitty         |
| 2011 |                                         | Seven Days in Utopia                                   | Sarah         |                     |
| 2011 |                                         | Someday This Pain Will Be Useful to You                | Gillian Sveck |                     |
| 2011 | Dupla csapda                            | Catch .44                                              | Dawn          |                     |
| 2012 | Fejbenjáró bűn                          | Ruby Sparks                                            | Lila          |                     |
| 2013 | Highland Park                           | Highland Park                                          | Lilly         | Szabó Zselyke       |
| 2014 |                                         | Meet Me in Montenegro                                  | Wendy         |                     |
| 2015 |                                         | The Automatic Hate                                     | Cassie        |                     |
| 2015 |                                         | Forever                                                | Alice         |                     |
| 2018 | Kaliforniai rémálom                     | Silver Lake                                            | Mary          |                     |
| 2019 | Végtelen útvesztő                       | Escape Room                                            | Amanda Harper | Dobó Enikő[forrás?] |
| 2021 | Végtelen útvesztő 2. – Bajnokok csatája | Escape Room: Tournament of Champions                   | Amanda Harper |                     |
| 2021 |                                         | Ida Red                                                | Jeanie Walker |                     |
| 2022 |                                         | Willing to Go There (rövidfilm)                        | Margaret      |                     |
| 2023 |                                         | Adventure Never Ends: A Tabletop Saga (dokumentumfilm) | önmaga        |                     |
| 2024 |                                         | Queen of the Ring                                      | Gladys Gillem |                     |

### Televízió
| Év        | Magyar cím                               | Eredeti cím                       | Szerep            | Megjegyzések                                                                                                   |
| --------- | ---------------------------------------- | --------------------------------- | ----------------- | --- |
| 2007      | Életfogytig zsaru                        | Life                              | Nancy Wiscinski   | 1 epizód |
| 2008      | A vadnyugat végnapjai                    | Aces 'N' Eights                   | rettegő nő        | tévéfilm |
| 2008      | Vészhelyzet                              | ER                                | Aurora Quill      | 1 epizód |
| 2008      | CSI: A helyszínelők                      | CSI: Crime Scene Investigation    | Stephane pincérnő | 1 epizód |
| 2008      | A nevem Earl                             | My Name Is Earl                   | Greta             | 2 epizód |
| 2008      | A mentalista                             | The Mentalist                     | Kerry Sheehan     | 1 epizód |
| 2008–2014 | True Blood – Inni és élni hagyni         | True Blood                        | Jessica Hamby     | - 70 epizód - magyar hangja: - Nemes Takách Kata                                                               |
| 2009      | Esküdt ellenségek: Különleges ügyosztály | Law & Order: Special Victims Unit | Lily Milton       | 1 epizód |
| 2013      |                                          | Axe Cop                           | tündér            | 1 epizód |
| 2015–2018 | Daredevil                                | Daredevil                         | Karen Page        | - állandó szereplő (39 epizód) - magyar hangja: - Sipos Eszter Anna (1. szinkron) - Mentes Júlia (2. szinkron) |
| 2017      | A Védelmezők                             | The Defenders                     | Karen Page        | állandó szereplő (4 epizód)                                                                                    |
| 2017–2019 | A Megtorló                               | The Punisher                      | Karen Page        | állandó szereplő (5 epizód)                                                                                    |
| 2023      |                                          | Quantum Leap                      | Carly Farmer      | 1 epizód |
| 2025      | Daredevil: Újjászületés                  | Daredevil: Born Again             | Karen Page        | - 1 epizód - magyar hangja - Mentes Júlia                                                                      |

## Fordítás
- Ez a szócikk részben vagy egészben  a   Deborah Ann Woll című angol Wikipédia-szócikk ezen változatának fordításán alapul.  Az eredeti cikk szerkesztőit annak laptörténete sorolja fel. Ez a jelzés csupán a megfogalmazás eredetét és a szerzői jogokat jelzi, nem szolgál a cikkben szereplő információk forrásmegjelöléseként.